# Casa del boia (Lucca)
La Casa del Boia è un edificio di Lucca, posto nei pressi del baluardo San Salvatore e aderente al vecchio torrione semi circolare cinquecentesco, poi inglobato nell'ampliamento successivo delle mura. La casa prese questo nome solo dopo il 1826 quando il Governo cittadino dovette assumere un boia professionista facendolo venire da Roma. Il boia in questione, tal Tommaso Jona, vi abitò sino al 1846 per poi essere sostituito da Benedetto Paltoni che comunque vi restò ancora pochi anni per l'abolizione della pena di morte.

## Storia
Come in altre città ( quali ad esempio Roma, Firenze, Merano, Genova e altre), anche a Lucca il governo volle assegnare al boia una casa ove abitare con la propria famiglia. In questo caso venne scelto un edificio isolato, posto presso un bastione delle mura e ciò forse a sottolineare la particolare posizione sociale dell'esecutore di giustizia, che svolgeva un lavoro macabro e che veniva ingaggiato tra i sudditi di altri stati. 
Il primo boia di cui si abbia notizia, che abitò nella casa, fu nel 1825 Tommaso Jona che era aiuto boia a Roma.
Dopo l'unità d'Italia la casa del Boia divenne una filanda, la cui attività continuò fino al XX secolo. In epoca contemporanea, a seguito di un restauro, l'edificio, che si sviluppa su due piani, oltre a quello terreno, è occupato da un percorso museale dedicato alla via Francigena.